# Mancera de Arriba
Mancera de Arriba es un municipio y localidad española de la provincia de Ávila, en la comunidad autónoma de Castilla y León. El término municipal tiene una población de 70 habitantes (INE 2024).

## Geografía
La localidad está situada a una altitud de 934 m sobre el nivel del mar.Por el término municipal pasa el río Navazamplón.
| Noroeste: Mancera de Abajo (Salamanca) | Norte: Blascomillán         | Noreste: Blascomillán           |
| Oeste: Salmoral (Salamanca)            |                             | Este: Blascomillán              |
| Suroeste: Cabezas del Villar           | Sur: San García de Ingelmos | Sureste: San García de Ingelmos |

## Historia
Hacia mediados del siglo XIX, la villa tenía contabilizada una población de 102 habitantes. Aparece descrita en el decimoprimer volumen del Diccionario geográfico-estadístico-histórico de España y sus posesiones de Ultramar de Pascual Madoz de la siguiente manera:

MANCERA DE ARRIBA: v. con ayunt. en la prov. y dióc. de Avila (9 leg.), de Piedrahita (8), aud. terr. de Madrid (24) c. g. de Castilla la Vieja (Valladolid 17). sit. al pie de unos cerros que le dominan por el N., le combaten los vientos E., S. y O.: su clima es frio, y sus enfermedades mas comunes calenturas gástricas y pleuresias: tiene unas 60 casas de inferior construccion distribuidas en varias calles y una plaza: hay casa de ayunt. en mal estado; escuela de instruccion primaria comun á ambos sexos á la que concurren sobre 30 alumnos que se hallan á cargo de un maestro dotado con 600 reales, y una igl. parr. (Sto. Tomás Apóstol) servida por un párroco cuyo curato es de primer ascenso y de provision ordinaria; el cementerio sit. al N. de la pobl. no perjudica á la salud pública: los vec. se surten de aguas potables de una fuente que hay dentro del pueblo: el térm. confina N. y E. Mirueña; S. Galleguillos, y O. Sanmoral: se estiende 1/4 leg. de N. á S. é igual dist. de E. á O., y comprende 3,150 fan. 1,020 de tierras cultivadas y 2,130 de incultas: de las cultivadas 50 de primera suerte destinadas á cebada; 350 de segunda á trigo y algarrobas, y 620 de tercera á centeno: un monte de encina al lado S. del pueblo; algunos pastos comunes y varios prados naturales en diferentes cañadas abiertas, tiene un riach. que á 1 y 1/2 leg. se une con el Blascomillan y ambos desaguan en el Tormes: el terreno es de mediana calidad. caminos los que dirigen á los pueblos limítrofes, y una calzada que va á Peñaranda de Bracamonte en buen estado: el correo se recibe de este último punto 3 veces á la semana. prod.: trigo, cebada, centeno, garbanzos, algarrobas, titos y otras legumbres: mantiene ganado lanar, vacuno y de cerda; cria caza de perdices, liebres y conejos. ind. y comercio: la agrícola, un molino harinero, esportacion de los frutos sobrantes é importacion de los art. de que se carece. pobl.: 26 vec., 102 alm. cap. prod. 302,203 rs. imp. 11,412. ind. y fab. 800. contr. 3,627.
(Madoz, 1848, p. 171)

## Demografía
Mancera de Arriba cuenta con una población de 70 habitantes (INE 2024).
| Gráfica de evolución demográfica de Mancera de Arriba entre 1842 y 2021                                               |
| |
| Población de derecho según los censos de población del INE. Población de hecho según los censos de población del INE. |

## Patrimonio
En la localidad hay una iglesia bajo la advocación de Santo Tomás Apóstol.